# DPR Ian
Christian Yu (nascido em 6 de setembro de 1990), conhecido profissionalmente como DPR Ian,  é um cantor, rapper e diretor australiano  baseado em Los Angeles . Ele é um ex-integrante do grupo de K-pop masculino C-Clown da gravadora Yedang Entertainment, que esteve ativo entre 2012 e 2015. Yu fez sua estreia solo sob seu selo cofundado Dream Perfect Regime (DPR) com o single digital "So Beautiful" em 26 de outubro de 2020. Seu primeiro álbum de estúdio Moodswings in to Order foi lançado no dia 29 de julho de 2022.  Ele foi o 10º artista solo masculino de K-pop mais transmitido globalmente no Spotify em 2022.  